# USS Shields (DD-596)
USS Shields (DD-596) là một tàu khu trục lớp Fletcher được Hải quân Hoa Kỳ chế tạo trong Chiến tranh Thế giới thứ hai. Nó là chiếc tàu chiến duy nhất của Hải quân Mỹ được đặt theo tên Thomas Shields (? - 1827), hạ sĩ quan từng tham gia trận New Orleans. Nó đã hoạt động cho đến hết Thế Chiến II và được cho xuất biên chế năm 1946, nhưng nhập biên chế trở lại năm 1950 để phục vụ trong Chiến tranh Triều Tiên, rồi được bán cho Brazil năm 1972 và hoạt động như là chiếc Maranhao, cho đến khi bị tháo dỡ năm 1990. Shields được tặng thưởng danh hiệu Đơn vị Tuyên dương Tổng thống (Hàn Quốc) cùng ba Ngôi sao Chiến trận do thành tích phục vụ trong Chiến tranh Triều Tiên.

## Thiết kế và chế tạo
Shieldsđược đặt lườn tại Xưởng hải quân Puget Sound ở Bremerton, Washington vào ngày 10 tháng 8 năm 1943. Nó được hạ thủy vào ngày 25 tháng 9 năm 1944; được đỡ đầu bởi Trung úy Margaret Shields Farr thuộc Quân đoàn Nữ quân nhân, chắt của Thomas Shields; và nhập biên chế vào ngày 8 tháng 2 năm 1945 dưới quyền chỉ huy của Hạm trưởng, Trung tá Hải quân George B. Madden.

## Lịch sử hoạt động

### Thế chiến II
Shields tiến hành chạy thử máy huấn luyện từ ngày 7 tháng 3 đến ngày 18 tháng 4 năm 1945, bị ngắt quãng bởi nhiệm vụ hộ tống trong chín ngày cho thiết giáp hạm USS Iowa (BB-61). Nó khởi hành từ vào ngày 6 tháng 5, và sau một giai đoạn thực hành và tuần tra ngoài khơi Trân Châu Cảng thuộc quần đảo Hawaii, đã lên đường đi đến đảo san hô Eniwetok cùng Đoàn tàu vận tải PD-413-T. Hoạt động ngắn ngủi của con tàu trong Thế Chiến II từ ngày 24 tháng 5 đến ngày 15 tháng 8 hầu như chỉ bao gồm hộ tống vận tải và tuần tra giữa các khu vực Eniwetok, Ulithi, Leyte, Okinawa và Borneo. Hoạt động tác chiến thực sự diễn ra vào ngày 26 tháng 6, khi nó bắn phá các công sự Nhật Bản trên bờ tại Miri, Borneo, nhằm hỗ trợ cho cuộc tấn công của binh lính Lục quân Hoàng gia Australia.
Shields đang hiện dịện tại vịnh Buckner, Okinawa vào ngày 15 tháng 8 khi nó nhận được lệnh ngừng mọi hoạt động chống lại đối phương, do Nhật Bản chấp nhận đầu hàng. Sau một chuyến đi ngắn đến Leyte, vịnh Subic và quay trở lại Okinawa, nó lên đường gặp gỡ Đội đặc nhiệm 78.1 để phục vụ hộ tống cho các đơn vị thuộc Hải đội Vận tải 17, lúc này đang vận chuyển lực lượng chiếm đóng đến Jinsen, Triều Tiên. Việc chiếm đóng diễn ra mà không gặp kháng cự, và đến ngày 12 tháng 9, nó cùng Đơn vị Đặc nhiệm 71.5.1 rời Jinsen hướng sang vùng biển phía Bắc Trung Quốc.
Trong hầu hết thời gian còn lại của năm 1945, Shields ở lại khu vực biển Bột Hải với vai trò chính là biểu dương lực lượng hải quân ngoài khơi bờ biển phía Bắc Trung Quốc. Nó thị sát tình hình bất ổn tại cảng Yên Đài, di chuyển qua lại giữa các cảng chính trong vùng vịnh Bột Hải, bao gồm Yên Đài, Tần Hoàng Đảo, Uy Hải, Đại Cô Khẩu, Đại Liên và Lữ Thuận Khẩu.
Shields hoàn tất lượt phục vụ tại Viễn Đông khi nó hộ tống các tàu sân bay USS Antietam (CV-36) và USS Boxer (CV-21) đi đến tận cùng khu vực trách nhiệm của Đệ Thất hạm đội và tuần tra cùng Lực lượng Tuần tra sông Dương Tử đặt căn cứ tại Thượng Hải. Nó quay trở về vịnh San Pedro, California vào ngày 19 tháng 2 năm 1946 sau các chặng dừng tại Eniwetok và Trân Châu Cảng, tiếp tục ở lại vùng bờ Tây cho đến khi được cho xuất biên chế vào ngày 14 tháng 6 năm 1946 và đưa về lực lượng dự bị.

### Chiến tranh Triều Tiên
Sau sự kiện Chiến tranh Triều Tiên nổ ra, Shields được cho nhập biên chế trở lại vào ngày 15 tháng 7 năm 1950, và đi đến Viễn Đông vào tháng 9 năm 1951 cho lượt phục vụ thứ nhất tại Triều Tiên cho đến tháng 2 năm 1952. Nó tuần tra dọc theo bờ biển bán đảo Triều Tiên tại khu vực Kojo, bắn pháo hỗ trợ cho Quân đoàn 1 của Nam Triều Tiên và sau đó cho Sư đoàn 1 Thủy quân Lục chiến của Hoa Kỳ. Nó cũng tham gia cuộc tấn công lên Kojo và bắn pháo quấy rối và can thiệp.
Trong lượt phục vụ thứ hai tại Triều Tiên bắt đầu từ ngày 1 tháng 11 năm 1952, Shields tiếp tục tuần tra dọc bờ biển, bắn pháo hỗ trợ cho Quân đoàn 1 Nam Triều Tiên và Tập đoàn quân 8 Hoa Kỳ. Nó sau đó tham gia các cuộc tập trận chống tàu ngầm ngoài khơi bờ biển Nhật Bản và Okinawa, thực tập huấn luyện cùng các đơn vị Hải quân Trung Hoa dân quốc tại Đài Loan, rồi ghé qua Hong Kong và Nhật Bản trước khi quay về San Diego vào ngày 1 tháng 6 năm 1953.

### 1954 - 1972
Sau sáu tháng hoạt động tại vùng bờ Tây, Shields lên đường cho lượt phục vụ thứ ba tại Viễn Đông. Đi đến ngoài khơi Triều Tiên vào ngày 11 tháng 2 năm 1954, nó hoạt động cùng Lực lượng Đặc nhiệm 77, cho đến khi được cho tách ra vào ngày 21 tháng 2 để đi đến quần đảo Philippine. Chiếc tàu khu trục hoạt động từ vịnh Subic trong tháng 3 và tháng 4, tuần tra dọc bờ biển Đông Dương cùng Đội đặc nhiệm tàu sân bay 70.2. Vào ngày 7 tháng 5, nó lên đường đi Yokosuka, ghé qua Hong Kong cho một nhiệm vụ ngoại giao, và sau khi được bảo trì tại Yokosuka, nó ra khơi để tập trận cùng Lực lượng Đặc nhiệm 77. Con tàu quay trở về San Diego vào ngày 18 tháng 7.
Trong giai đoạn từ ngày 18 tháng 7 năm 1954 đến ngày 30 tháng 11 năm 1963, Shields đã bảy lượt được bố trí sang khu vực Tây Thái Bình Dương, xen kẻ với những hoạt động thường lệ dọc bờ Tây từ cảng nhà San Diego. Nó tham gia lễ kỷ niệm việc quay trở về San Francisco của Hạm đội Great White của Theodore Roosevelt; và nó từng được tặng thưởng “Hiệu suất Chiến đấu E” do tình trạng sẵn sàng chiến đấu chung vào tháng 8 năm 1960.
Vào ngày 30 tháng 11 năm 1963, Shields được cho tách khỏi hạm đội hoạt động và phục vụ như một tàu huấn luyện thuộc Hải đội Khu trục Dự bị 27 trực thuộc Hải quân Dự bị Hoa Kỳ. Với thủy thủ đoàn được cắt giảm phân nữa, nó hoạt động trong 8 năm tiếp theo cùng Bộ chỉ huy Phát triển và Huấn luyện để duy trình hiệu suất chiến đấu của quân nhân dự bị. Sau một khảo sát vào tháng 3 năm 1972, con tàu được đánh giá là không hiệu quả để hiện đại hóa mà chỉ mang lại lợi ích giới hạn. Vì vậy nó được cho xuất biên chế vào ngày 1 tháng 7 năm 1972 và được chuyển cho Hải quân Brazil.

### Phục vụ cùng Hải quân Brazil
Con tàu được bán cho Brazil vào năm 1972 và hoạt động như là chiếc Maranhao, cho đến khi bị tháo dỡ năm 1990.

## Phần thưởng
Shields được tặng thưởng danh hiệu Đơn vị Tuyên dương Tổng thống (Hàn Quốc) cùng ba Ngôi sao Chiến trận do thành tích phục vụ trong Chiến tranh Triều Tiên.